# Торкал, Селахаттин
Селахаттин Торкал (тур. Selahattin Torkal; 15 ноября 1924, Стамбул — 16 ноября 2010, Стамбул) — турецкий футболист и футбольный тренер. Участник летних Олимпийских игр 1948 года.

## Биография

### Клубная карьера
В 1944 году Торкал присоединился к стамбульскому клубу «Фенербахче». За «жёлтых канареек» Торкал играл в течение восьми сезонов, выиграл 2 раза Стамбульскую лигу, 3 раза Национальный дивизион и 3 Кубка премьер-министра Турции. Всего во всех турнирах сыграл за «Фенербахче» 208 матчей.
В 1952 году перешёл в «Адалет», цвета которого защищал в течение семи сезонов. В 1959 году вернулся в «Фенербахче», в составе которого играл два сезона и завершил игровую карьеру в возрасте 36 лет.

### Карьера в сборной
В составе сборной Турции принимал участие на олимпийском футбольном турнире 1948 года, где сыграл в одном матче против сборной Китая (4:0). Всего за сборную Турции сыграл 9 матчей и не забил ни одного гола.

### Карьера футбольного тренера и функционера
По окончании футбольной карьеры работал главным тренером ряда турецких футбольных клубов, среди которых были «Адалет», «Фатих Карагюмрюк», «Бандырмаспор», «Карталспор» и «Касымпаша».
В течение некоторого времени работал в «Фенербахче» в качестве технического директора.

### Смерть
Страдал болезнью Альцгеймера, из-за которой в последние месяцы жизни был прикован к постели. Скончался 16 ноября 2010 года в Стамбуле спустя день после своего 86-летия.

## Достижения
«Фенербахче»
- Чемпион Турции (1): 1960/61
- Победитель Национального дивизиона[англ.] (3): 1945, 1946, 1950
- Чемпион Стамбульской лиги (3): 1943/44, 1946/47, 1947/48
- Обладатель Стамбульского кубка[англ.] (1): 1945
- Обладатель Кубка премьер-министра Турции[англ.] (3): 1945, 1946, 1950